# Vlatko Vuković Kosača
Vlatko Vuković Kosača (zm. 1392) – bośniacki wojewoda.
Pierwsza wzmianka historyczna o Vukoviciu Kosačy pochodzi z 1378 roku z przywileju bana Bośni Tvrtka I Kotromanicia. W 1382 roku pertraktował w imieniu bana z Republiką Raguzy.
W 1388 roku dowodził armią bośniacką podczas bitwy pod Bilećą, w trakcie której pokonane zostały wojska osmańskie. Rok później brał udział w bitwie na Kosowym Polu. Pod koniec życia poszerzył swoje posiadłości o wschodni Hum i południowe Konavle.